# Kose, Harjumaa
För andra betydelser, se Kose (olika betydelser).
Kose (tyska: Kosch) är en småköping (estniska: alevik) i landskapet Harjumaa i norra Estland. Den är centralort i Kose kommun och ligger 36 km sydost om huvudstaden Tallinn. Antalet invånare var 2 097 år 2011.
Orten Kose nämns för första gången nämns i ett dokument från år 1241. Kose ligger 57 meter över havet och terrängen runt orten är mycket platt. Floden Pirita jõgi rinner igenom orten.

## Kose-Risti
Den sydligaste delen av orten, området närmast Riksväg 2 kallas för Kose-Risti och har tidigare utgjort en egen småköping med namnet Risti men utgör numera en del av Kose. 

## Galleri

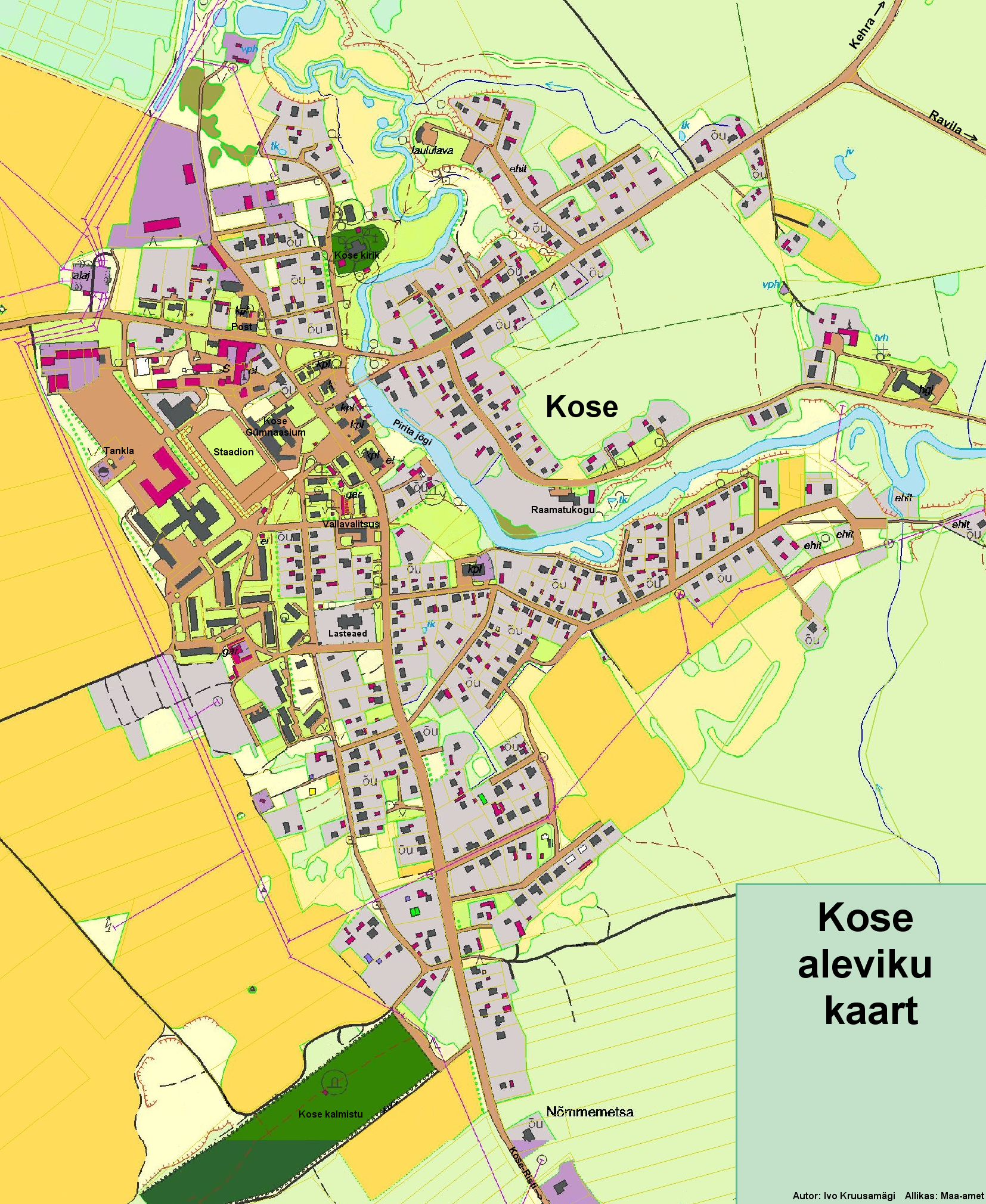
Karta över småköpingen Kose.
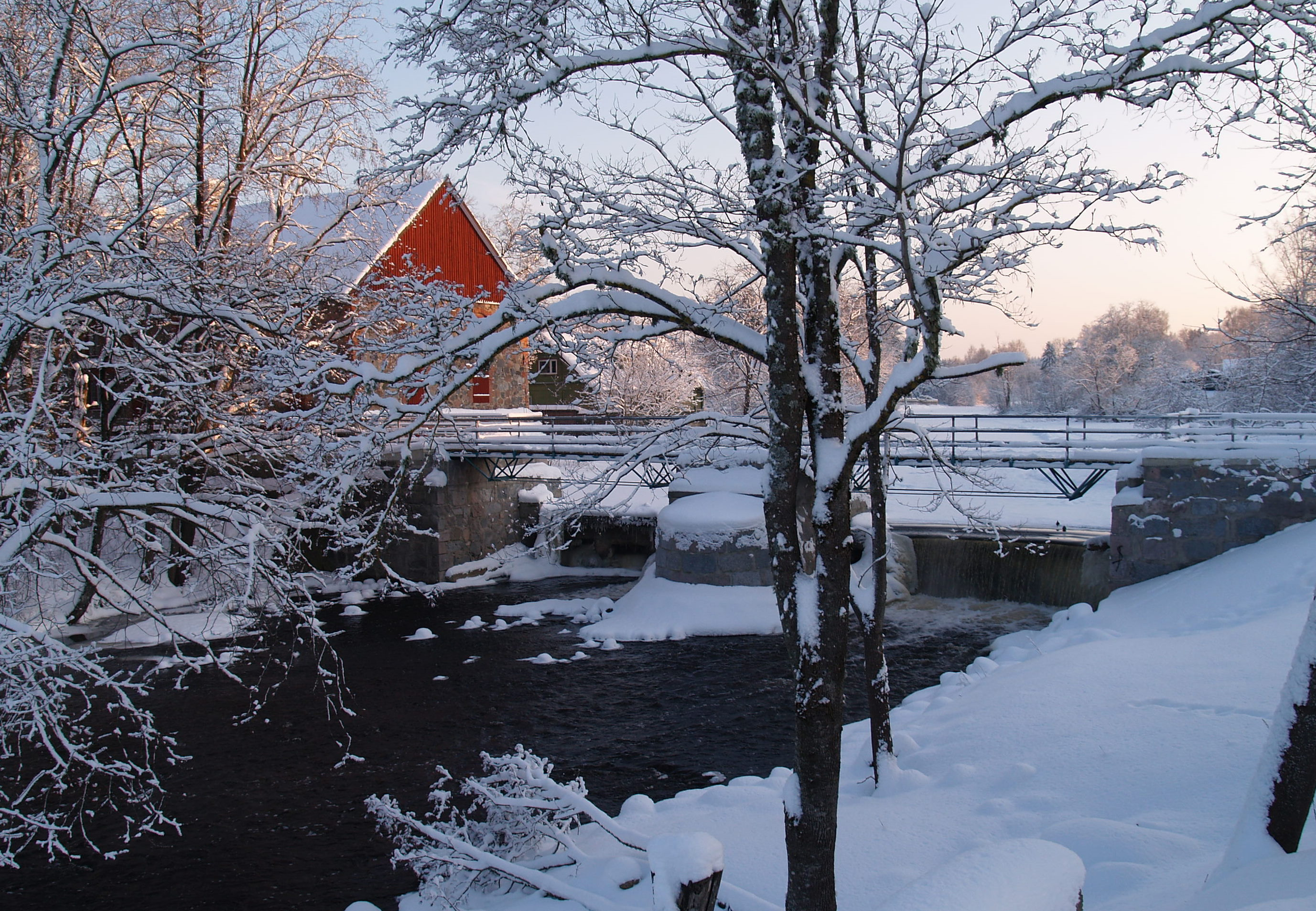
Floden Pirita jõgi i vinterskrud.
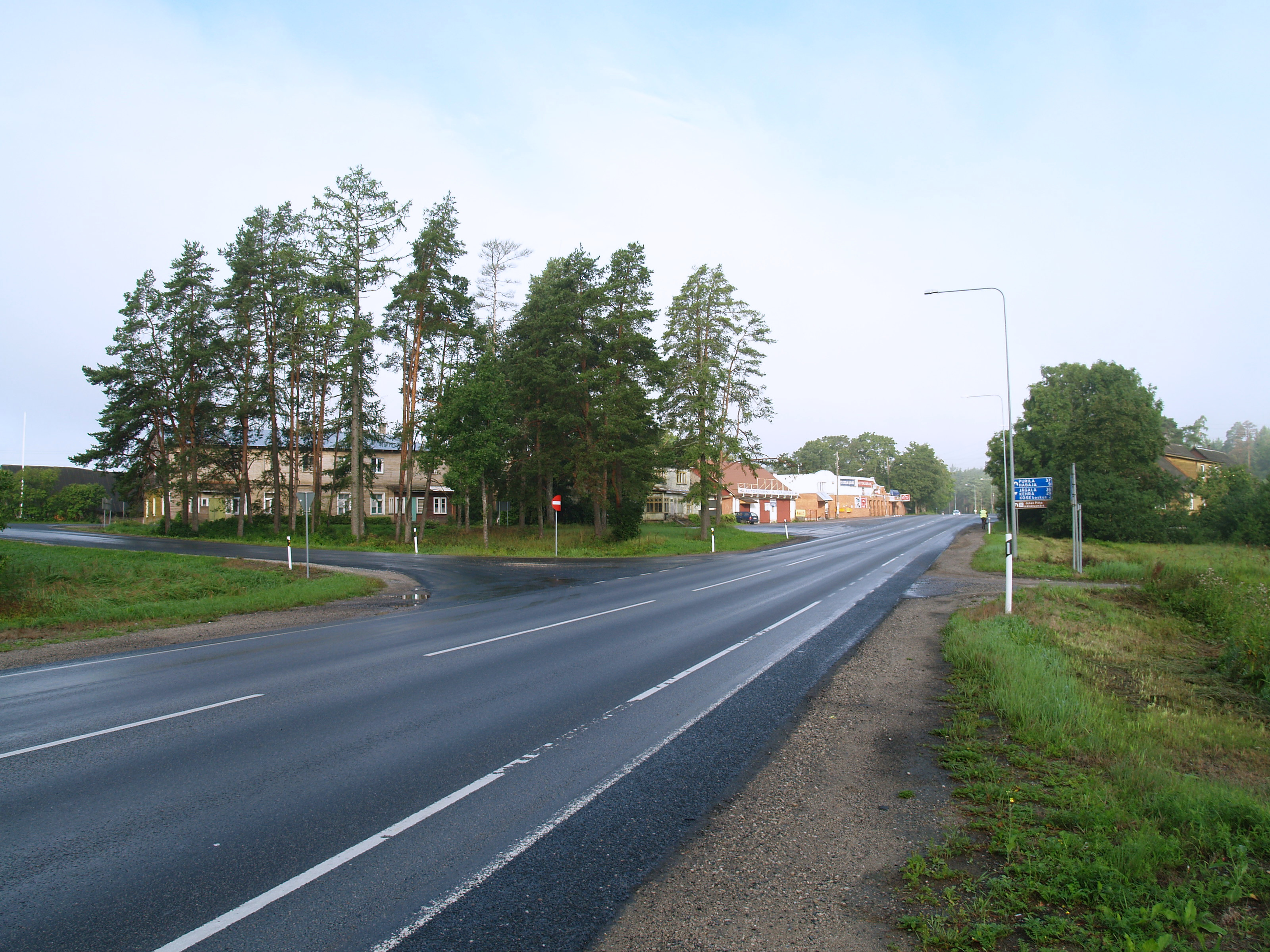
Riksväg 2 vid Kose-Risti.